# Mohamed Elbendir
Mohamed Elbendir (Nuakchot, Mauritania, 28 de septiembre de 1988) es un atleta mauritano-español, especialista en carrera de larga distancia.

## Infancia
Elbendir llegó a España en 1997 a través de un programa de intercambio dirigido por la Asociación de Amigos del Pueblo Saharaui. Se estableció con una familia de acogida en Viana de Cega, en la provincia de Valladolid. Todos los niños saharauís que asisten a este programa de intercambio, son evaluados por un médico a su ingreso a España. El examen arrojó que debía hacerse una operación y posteriores evaluaciones cada seis meses. Por esto, en común acuerdo tanto su familia biológica como la de acogida, concluyeron que debía quedarse en España para seguir el tratamiento y seguimiento médico. Luego de su operación comenzó a practicar atletismo.

## Carrera
El 15 de julio de 2005, le es concedida la nacionalidad española. En el año 2008, se muda a Madrid, para entrenar en la Residencia de Alto Rendimiento para deportistas Joaquín Blume, donde es becado, para luego poder formar parte de Club Atletismo Popular Alcobendas. En las temporadas 2008-2009 y 2009-2010 obtuvo varios premios y en 2009 se destacó al ganar el campeonato de Europa sub-23 en los 5 000 metros, donde obtuvo el primer puesto.
Desde el año 2010, lleva reclamando al Club Atletismo Popular de Alcobendas el pago por sus trofeos ganados, según comentaba el atleta:

Me deben 1.700 euros de los premios que obtuve en la primera temporada, 2.000 euros del fijo de la segunda temporada, y 4.000 euros de los premios. En total 7.700 euros.

El club niega la existencia de esa deuda y han pensado en demandar a Elbendir, el presidente del club Francisco Barroso alega que el atleta está mintiendo y que posiblemente está siendo manipulado por terceros para atacar al Ayuntamiento. Fuentes cercanas al club dijeron que Elbendir dejó de asistir a los entrenamientos ya que llegaba a altas horas de la noche a la residencia Blume y por eso fue expulsado. El atleta aclaró que decidió marcharse porque la Real Federación Española de Atletismo le cambió el entrenador, estaba entrenando con Antonio Serrano y el presidente Odriozola le colocó como entrenador a Manuel Pascua, uno de los presuntos implicados de la Operación Galgo. La justicia inhabilitó a Pascua y Elbendir se quedó sin entrenador.
El atleta continuó su lucha por el pago de la deuda y se dirigió al Ayuntamiento de Alcobendas, que subvenciona al club, para solicitar que revisen el caso. No obtuvo respuesta de las autoridades.
La protesta del atleta ha causado gran rechazo en las autoridades que incluso han impedido a Elbendir hasta a hacer uso de los servicios del Ayuntamiento. Según el atleta fue objeto de insultos y ataques racistas por parte del asesor del PP y presidente de Nuevas Generaciones de Alcobendas, Jaime Criado. El incidente le acarreó a Criado una multa del 120 euros. Criado recurrió la decisión y la Audiencia Provincial de Madrid lo ha absuelto de la condena por insultos racistas al atleta Elbendir. Esta misma sentencia obliga al atleta a pagar los costes de la instancia.

### Palmarés
| Fecha | Competencia                                     | Lugar   | Resultado | Prueba  |
| ----- | ----------------------------------------------- | ------- | --------- | ------- |
| 2007  | Campeonato Europeo de Atletismo Juvenil de 2007 | Hengelo | 2.º       | 5 000 m |
| 2009  | Campeonato Europeo de Atletismo Sub-23 de 2009  | Kaunas  | 1.er      | 5 000 m |

### Récords
| Prueba   | Rendimiento    | Lugar  | Fecha               |
| -------- | -------------- | ------ | ------------------- |
| 5 000 m  | 13 min 44 s 05 | Huelva | 20 de junio de 2006 |
| 10 000 m | 29 min 14 s 49 | Avilés | 28 de julio de 2007 |